# 松浦幹太
松浦 幹太（まつうら かんた、1969年 - ）は、日本の研究者。東京大学生産技術研究所第三部（情報・エレクトロニクス系部門）教授。専門分野は情報セキュリティ（ネットワークセキュリティ、セキュリティ・マネジメント、暗号、電子社会工学等）。

## 人物・来歴
東京大学生産技術研究所第三部（情報・エレクトロニクス系部門）の教授である。
情報セキュリティを専門としており、主宰している研究室は「暗号からネットワークや経済まで、 情報セキュリティならば何でも研究する専門家集団」の通り、暗号からネットワークセキュリティ、セキュリティ経済学まで、非常に幅広い分野に取り組んでいる。
なお、博士学位論文の題目は"生体磁場逆問題における複数信号源の線形推定に関する研究"であり、当時の専門は生体磁気計測であった。また、博士論文に関連した主著論文の"Selective minimum-norm solution of the biomagnetic inverse problem"は、現在に至るまでに200近い引用がされており、最新年度（2014年度現在）の多くの論文でも引用されるなど、優れた成果を挙げている。
趣味は釣り（特に、投げ釣り）。
また、スポーツとして、陸上競技の中長距離走者として活躍しており、後述の通り、五輪最終選考会に出場したり、日本選手権大会で上位の成績を残すなど、高い実力を持った現役の選手である。

### 教育者・研究者として
情報セキュリティを科学的側面を重んじており、定式化や客観性の高い厳格な評価を前提とした研究を行っている。
また、攻撃者側が防御する方式を知っているという前提の元でも効果のあるセキュリティ機構が重要であるとしている。
研究分野としては、暗号、匿名通信の分野で特に高い成果を挙げており、国内でも先端的な研究を行っている、第一人者の一人であると言える。

### 陸上競技者として
東京大学在学中から東京大学陸上運動部に所属しており、現在はOB・OGによる団体である東京大学陸上運動倶楽部で現役で活躍する中長距離走者である。
大学教員でありながら五輪の代表選手の最終選考会に出場するほどの実力を持つという、異色の経歴を持つ。
優れた走者であり、職務の合間の限られた時間で練習をしている。
以下に、記録と出場経験 を記述する。
- 記録
  - 400m: 52秒5
  - 800m: 1分58秒0
  - 1500m: 4分09秒1
  - 5000m: 15分28秒2
  - 10000m: 32分21秒0
  - フルマラソン: 2時間26分54秒
- 出場経験
  - シドニー五輪最終選考会出場
  - アテネ五輪最終選考会出場
  - 第８９回日本選手権３３位

## 年譜
- 1969年 大阪府高槻市に生まれる。
- 1988年 大阪府立茨木高等学校卒業。
- 1992年 東京大学工学部電子工学科卒業。
- 1994年 東京大学大学院工学系研究科修士課程修了。
- 1997年 同博士課程修了。博士（工学）
- 同年 東京大学生産技術研究所助手。
- 1998年 同講師。
- 2002年 同助教授。
- 2007年 法令改正により同准教授。
- 2014年 東京大学生産技術研究所教授。
- 現在に至る。

## 著書
- 『情報セキュリティ基礎講義（電子通信情報系コアテキストシリーズ C-2）[4]』 コロナ社 ISBN 978-4-339-01934-6 2019年
- 『サイバーリスクの脅威に備える 私たちに求められるセキュリティ三原則[5]』 化学同人 ISBN 978-4-759-81668-6 2015年
- 『セキュリティマネジメント学―理論と事例－[6]』 共立出版 ISBN 978-4-320-12289-5 2011年
- 『情報セキュリティ概論 (情報セキュリティシリーズ)[7]』 昭晃堂 ISBN 978-4785621810 1999年